# Astérix le Gaulois (album)
Pour les articles homonymes, voir Astérix (homonymie).
Astérix le Gaulois est le premier album de la bande dessinée Astérix, publié en octobre 1961, scénarisé par René Goscinny et dessiné par Albert Uderzo.
Il a été pré-publié dans le magazine Pilote du no 1 (29 octobre 1959) au no 38 (14 juillet 1960).

## Résumé

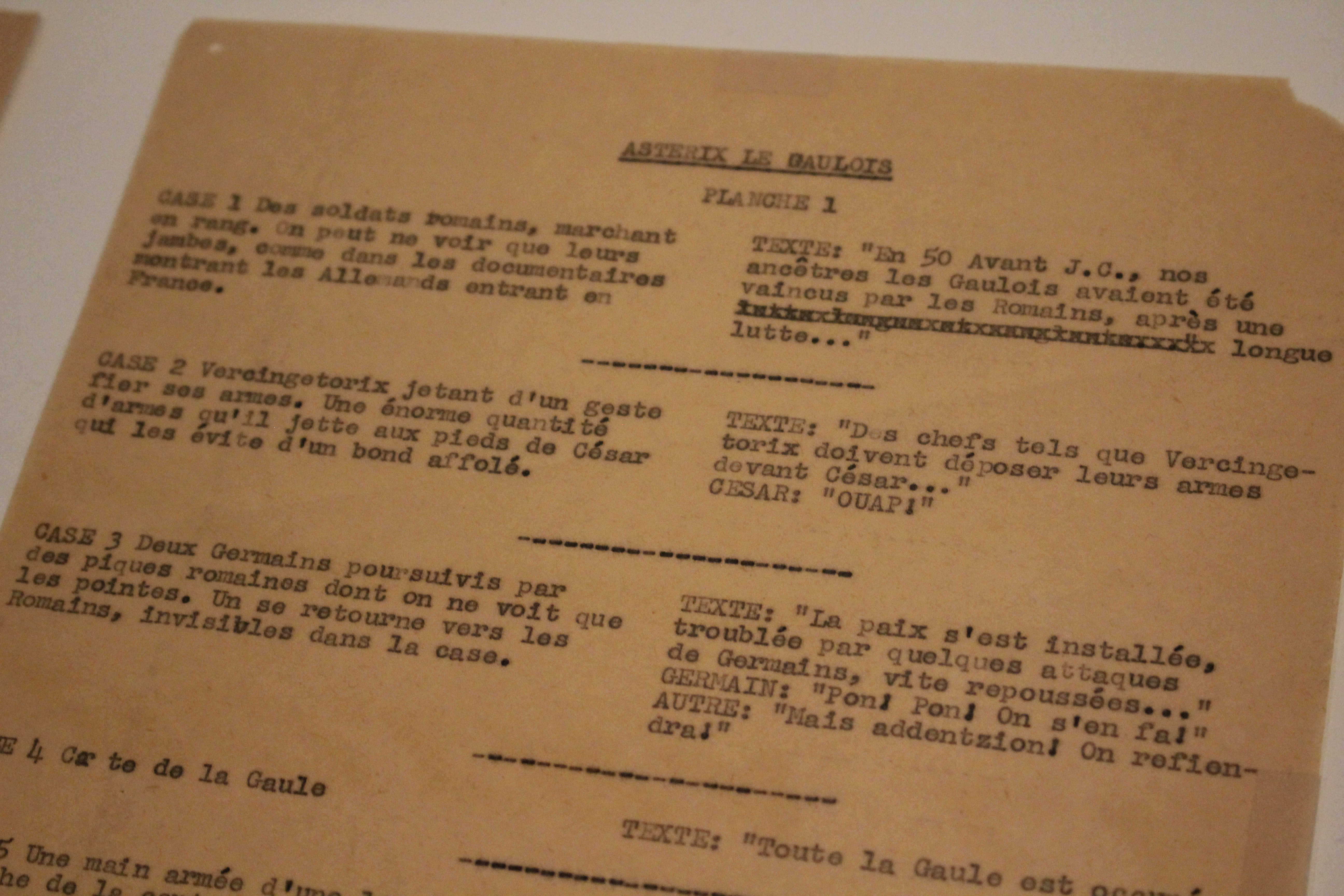
Scénario de l'album, tapé par René Goscinny.

En 50 av. J.-C., après la défaite de Vercingétorix, toute la Gaule est occupée. Toute ? Non, car un petit village d'Armorique résiste encore aux assauts des légions romaines de Petibonum, Laudanum, Babaorum et Aquarium. Et Jules César est fort contrarié de voir son armée mise en échec par une poignée d'« irréductibles Gaulois ».
En allant chasser, le guerrier Astérix croise sur sa route quatre légionnaires romains qu'il bat facilement avant de continuer son chemin. De retour au village, Astérix invite son ami Obélix, livreur de menhirs, à déjeuner chez lui. Tous deux vont retrouver le druide Panoramix afin qu'Astérix prenne une ration de potion magique — potion décuplant la force du consommateur. Le druide sermonne Obélix qui veut en boire aussi, lui rappelant qu'il est tombé dans la marmite lorsqu'il était bébé et que les effets de la potion sont permanents chez lui.
Au camp romain de Petibonum, le centurion Caius Bonus et son second Marcus Sacapus décident d'envoyer un espion chez les Gaulois afin de connaître le secret de leur force surhumaine. Devant le peu d'entrain des légionnaires à se porter volontaires pour cette périlleuse mission, c'est le petit et frêle Caligula Minus qui est désigné. Après l'avoir déguisé en Gaulois et enchaîné, Sacapus et une patrouille de légionnaires se promènent dans la forêt dans l'espoir d'être attaqués. Astérix et Obélix, en manque de bagarres, délivrent Caligula Minus — qui, pour l'occasion, a pris le pseudonyme de Caliguliminix. L'espion est fort étonné qu'Astérix arrache sans peine les chaînes qui l'enserrent. Au village, il découvre que le forgeron du village travaille le fer avec ses poings, qu'Obélix porte facilement un menhir et qu'à mains nues, Astérix tire une charrette remplie de troncs d'arbres. Pendant le repas, il découvre l'existence de la potion magique. Après un premier refus du druide, il peut y goûter et en constate les effets lorsqu'il soulève un rocher. Il est toutefois démasqué quand, pendant une danse gauloise, les danseurs doivent se tirer la moustache, la sienne étant fausse. Il parvient à s'échapper et à montrer à Caius Bonus les effets de la potion et leur durée. Le centurion songe alors aux grands projets qu'il pourrait réaliser s'il possédait la potion (comme prendre la place de César).
Parti cueillir du gui dans la forêt, Panoramix est capturé par la patrouille de l'optione Tullius Octopus. Caius Bonus ordonne alors au druide de lui livrer le secret de la potion, mais celui-ci refuse. Au village, s'inquiétant de ne pas voir rentrer Panoramix, Astérix part à sa recherche, bien qu'il n'ait pas bu de potion depuis longtemps comme le lui rappelle Obélix.
Arrivant sur la voie romaine, Astérix rencontre un marchand de bœufs naïf, qui lui révèle avoir vu un druide emmené dans un filet en direction de Petibonum. Afin que le marchand accepte de le dissimuler dans son chargement pour l'introduire dans le camp, Astérix lui fait croire qu'il souhaite faire une farce à « ses amis romains ».
Une fois entré, Astérix recherche Panoramix. À la nuit tombée, il surprend Caius Bonus et Marcus Sacapus complotant pour prendre la place de César grâce à la potion magique, et ensuite former un triumvirat — chacun souhaitant en secret évincer l'autre pour régner seul.
Après avoir retrouvé le druide, Astérix est capturé par les Romains, et les deux Gaulois projettent de s'amuser aux dépens de Caius Bonus et de ses hommes. Alors qu'Astérix simule d'horribles souffrances sous la torture à peine commencée, Panoramix feint d'accepter de fabriquer de la potion magique aux Romains. Après une cueillette surveillée en forêt, le druide commence à préparer sa potion, mais annonce qu'il manque un ingrédient important : des fraises, alors que ce n'est plus la saison. Caius Bonus envoie ses légionnaires en chercher. Seul Tullius Octopus parvient à en rapporter, achetées à prix d'or à un marchand grec. Le centurion les apporte à Astérix et Panoramix qui les mangent toutes devant lui, avant d'en réclamer d'autres et de préciser que la potion sera moins bonne sans les fraises. Panoramix reprend sa préparation et propose à Caius Bonus de la goûter. Celui-ci se méfie, craignant que ce ne soit du poison. Astérix se propose alors de goûter le breuvage devant lui, mais le centurion refuse pour éviter que le Gaulois n'en profite pour s'échapper. C'est alors qu'apparaît le marchand de bœufs : Caius Bonus l'invite à goûter la potion et à en tester les effets sur Astérix. Ce dernier feint d'être assommé par le commerçant, convainquant les légionnaires qui goûtent aussitôt la potion. Mais, à l'insu des Romains, le marchand quitte le camp sans remarquer que sa barbe et ses cheveux poussent très rapidement — ce qui indique que le breuvage bu n'est certainement pas la potion magique.
Caius Bonus ordonne à Panoramix de lui écrire la recette de la potion, tout en projetant de supprimer les deux Gaulois. Il veut ensuite tester sa force, mais ne parvient pas à soulever un tronc d'arbre, ni un gros rocher. Il voit alors que lui et ses hommes ont leurs cheveux et leurs barbes qui poussent à grande vitesse. Panoramix lui révèle qu'ils ont bu une potion capillaire. Alors que le camp de Petibonum devient un grand salon de coiffure improvisé, Caius Bonus se résout à négocier avec ses prisonniers : en échange d'un contrepoison, il leur rendra la liberté — en réalité, il envisage toujours de les éliminer. Panoramix accepte le marché, conscient qu'il doit rapidement s'échapper avec Astérix, car les effets de la potion capillaire disparaîtront le lendemain.
Ayant réuni les ingrédients, Astérix et Panoramix préparent d'une part une grosse marmite de prétendu contrepoison — en fait, un simple potage aux légumes —, d'autre part une petite marmite de vraie potion magique, qui doit leur permettre de s'enfuir.
Après avoir fait goûter le « contrepoison » à Astérix, Caius Bonus et ses hommes se ruent sur la marmite, puis le centurion ordonne qu'on se saisisse des Gaulois. Astérix, qui vient de boire de la potion magique, neutralise plusieurs Romains et s'enfuit avec Panoramix vers la sortie du camp, mais il est encerclé de toutes parts par des légions romaines. Sur le point de capturer à nouveau Astérix et Panoramix, Caius Bonus est demandé d'urgence sous sa tente par Jules César en personne, venu voir où le centurion en était avec les irréductibles Gaulois. Celui-ci l'informe de la situation et César demande à rencontrer les deux prisonniers. Astérix révèle alors à César les intentions de Caius Bonus : obtenir la recette de la potion magique pour devenir empereur à la place de César. Ce dernier décide d'envoyer Caius Bonus et ses hommes en Mongolie inférieure pour s'occuper des barbares, puis, magnanime, libère Astérix et Panoramix qui retournent enfin chez eux, accueillis en héros par les autres villageois. Un grand banquet nocturne est organisé pour célébrer ce succès des irréductibles Gaulois sur les Romains.

## Personnages principaux

### Les Gaulois
- Les habitants du village gaulois, dont : 
  - Astérix, guerrier,
  - Obélix, livreur de menhir,
  - Panoramix, druide,
  - Abraracourcix, chef du village,
  - Assurancetourix, barde,
  - Cétautomatix, forgeron,
  - Cétyounix,
- le marchand de bœufs gaulois,
- Vercingétorix, chef gaulois ayant déposé les armes devant Jules César avant le début de l'histoire.

### Les Romains
- Les Romains du camp Petibonum, dont : 
  - Caius Bonus, centurion,
  - Julius Pompilius, légionnaire,
  - Marcus Sacapus, aide de camp, second de Caius Bonus,
  - Caligula Minus, légionnaire, que l'on déguise en Gaulois nommé Galiguliminix (puis curieusement Galigulaminix) pour aller espionner les Gaulois,
  - Tullius Octopus, légionnaire, qui capture Panoramix,
  - Claudius Quintilius, Gracchus Sextilius et Caius Marchéopus, légionnaires ;
- Jules César, imperator romain ;

## Autour de l'album
La page 35 de cet album (planche 31) n'a pas été dessinée par Albert Uderzo. En effet, la planche ayant été perdue au moment de l'impression, elle fut entièrement redessinée par son frère Marcel.

## Citations latines
- Quid ? (Quoi ?) : première expression latine des aventures d'Astérix, prononcée par Jules César qui s'interroge sur l'inutilité des efforts déployés pour vaincre les invincibles Gaulois du village.
- Ipso facto (Par le fait même) : phrase prononcée par un Romain voulant capturer Astérix.
- Sic (Oui) : phrase prononcée par un Romain voulant capturer Astérix.
- Vae victis (Malheur aux vaincus) : phrase prononcée par un Romain après avoir essayé en vain de capturer Astérix.
- Ave (Salut) : Caius Bonus et Julius Pompilius sont les premiers à se saluer ainsi.
- Alea jacta est (Le sort en est jeté, ou : Les dés sont jetés) : Marcus Sacapus, de retour d'une mission dont il sort mal en point, devient le premier à employer cette expression attribuée à Jules César, demeurée incomprise par un des légionnaires qu'il commandait, qui en a perdu son latin.
- Quo vadis (Où vas-tu ?) : phrase prononcée par le Romain gardant l'entrée de Petibonum à Caligula Minus revenant du village gaulois.
- Ave Caligula Minus, morituri te salutant, en référence à Ave Caesar, morituri te salutant (Salut César, ceux qui vont mourir te saluent) : phrase prononcée par Marcus Sacapus pour se moquer de Caligula Minus.
- Aut Caesar, aut nihil (Ou César ou rien, ou : Empereur ou rien) : phrase prononcée par le centurion Caius Bonus qui s'approprie la devise de César Borgia.
- Quid novi ? (Quoi de neuf ?) : phrase prononcée par un légionnaire non volontaire.
- Sursum corda (Haut les cœurs) : phrase prononcée par un légionnaire non volontaire.
- Vanitas vanitatum et omnia vanitas (Vanité des vanités, tout est vanité) : phrase prononcée par un légionnaire non volontaire.
- De facto (De par les faits, ou : De fait) : phrase prononcée par un légionnaire non volontaire.
- Quomodo vales ? (Comment vas-tu ?) : phrase prononcée par un légionnaire non volontaire.
- Vade retro ! (Recule !, ou : Arrière !) : phrase prononcée par un légionnaire à Astérix et Panoramix s'enfuyant du camp romain.

## Tirages
L'album a d'abord été tiré à 6 000 exemplaires, qui ont rapidement été épuisés.
Une nouvelle version recolorisée dans une édition de luxe grand format (La Grande Collection) est sortie en décembre 2006.
À l'occasion du 60e anniversaire de l'album en 2019, un ouvrage limité à 5 000 tirages est publié : il s'agit d'une version avec les 44 pages originales en noir et blanc, l'intégralité en couleur et 32 pages d'explications autour de la création des personnages.
Astérix le Gaulois est classé à la 23e place du classement Les cent livres du siècle, établi par le journal Le Monde.

## Adaptations
En décembre 1960, un disque 33 tours Astérix le Gaulois, adapté et réalisé par Jacques Garnier, est publié par le label Festival. Cet enregistrement reprend le feuilleton radiophonique diffusé tous les jeudis soirs sur Radio Luxembourg dans l'émission Pilote. Le comédien Guy Piérauld prête sa voix au personnage d'Astérix, tandis que celui d'Obélix est interprété par Albert Augier,
Au cinéma :
- Astérix le Gaulois (Belvision, 1967)
- Astérix et Obélix contre César (1999)